# Pondia punctulata
Pondia punctulata är en stekelart som beskrevs av Karl-Johan Hedqvist 1969. Pondia punctulata ingår i släktet Pondia och familjen puppglanssteklar. Inga underarter finns listade i Catalogue of Life.